# Woodstock (Virginia)
Woodstock es una localidad situada en el condado de Shenandoah, Virginia  (Estados Unidos). Según el censo de 2010 tenía una población de 1.253 habitantes. Es la sede del condado de Shenandoah. Woodstock es un pueblo delimitado por los pueblos de Maurertown y Willow Groove.

## Demografía
Según el censo del 2000, Woodstock tenía 3.952 habitantes, 1.685 viviendas, y 1.029 familias. La densidad de población era de 469,5 habitantes por km².
De las 1.685 viviendas en un 25,7%  vivían niños de menos de 18 años, en un 46,6%  vivían parejas casadas, en un 11,6% mujeres solteras, y en un 38,9% no eran unidades familiares. En el 33,6% de las viviendas  vivían personas solas el 18,3% de las cuales correspondía a personas de 65 años o más que vivían solas. El número medio de personas viviendo en cada vivienda era de 2,17 y el número medio de personas que vivían en cada familia era de 2,76.
Por edades la población se repartía de la siguiente manera: un 20,6% tenía menos de 18 años, un 7% entre 18 y 24, un 24,5% entre 25 y 44, un 21% de 45 a 60 y un 26,9% 65 años o más.
La edad media era de 43 años.  Por cada 100 mujeres de 18 o más años  había 74,4 hombres.
La renta media por vivienda era de 35.288$ y la renta media por familia de 38.778$. Los hombres tenían una renta media de 25.616$ mientras que las mujeres 22.115$. La renta per cápita de la población era de 18.373$. En torno al 10,4% de las familias y el 12,6% de la población estaban por debajo del umbral de pobreza.

## Localidades adyacentes
El siguiente diagrama muestra a las localidades más próximas a Woodstock.